# Расина
Расина (серб. Расина) — река в Сербии, один из основных правобережных притоков Западной Моравы, протекает по территории общин Александровац, Брус и Крушевац в Расинском округе в центральной части страны.
Длина реки составляет 92 км. Площадь водосборного бассейна — 990 км².
Расина начинается около села Рогавчина к северу от хребта Копаоник. В верхней половине течёт преимущественно на юго-восток до горного массива Ястребац Сербского нагорья, в нижней половине преобладающим направлением течения становится северо-восток. Впадает в Западную Мораву у Макрешане северо-восточнее города Крушевац.